# Protocole II
Protocole I Protocole III
Le Protocole II, de son nom complet protocole additionnel aux conventions de Genève du 12 août 1949 relatif à la protection des victimes des conflits armés non internationaux du 8 juin 1977, est un protocole qui amende les conventions de Genève relatives à la protection des victimes dans les conflits armés non internationaux. Il propose de meilleures protections aux victimes de ce type de conflit, qui se produit dans les frontières d'un seul pays. La portée de ces lois est plus restreinte que celles des autres conventions de Genève, en raison du respect de la souveraineté des gouvernements nationaux.

## Présentation
Historiquement, le droit international des conflits armés porte sur des guerres déclarées entre différentes nations. Quand les Conventions de Genève sont adoptées en 1949 après la Seconde Guerre mondiale, des délégués ont cherché à établir certains standards humanitaires de base s'appliquant à des situations qui possèdent toutes les caractéristiques d'une guerre, mais ne sont pas un conflit international.
À l'issue des négociations, l'article 3 est rédigé et s'applique aux quatre traités traditionnels des Conventions de Genève de 1949. Cet article 3 s'applique aux conflits armés qui n'ont pas une dimension internationale mais qui, au contraire, se produisent à l'intérieur des frontières d'un seul pays. Les clauses offrent une protection limitée aux victimes, dont :
- Les personnes qui ne prennent aucune part active aux hostilités doivent être traitées avec humanité (y compris le personnel militaire qui a cessé ses activités en raison d'une maladie, d'une blessure ou d'une détention) ;
- Les personnes blessées et malades doivent être recueillies et soignées.

Dans les années 1970, les diplomates s'efforcent de négocier des clarifications et d'étendre la portée du droit international pour qu'il impose le respect des droits humains dans le cadre des conflits internes, y compris l'interdiction du châtiment collectif. Ces efforts conduisent au Protocole II. Le débat sur ce protocole soulève deux idées contradictoires. D'une part, l'avis voulant que la distinction entre un conflit armé interne ou international soit artificielle du point de vue des victimes. Les principes humanitaires devraient s'appliquer quelle que soit l'identité des combattants. D'autre part, le droit international ne s'applique pas aux questions non internationales. Une nation possède la souveraineté à l'intérieur de ses frontières et elle n'a pas à accepter le jugement et les ordres d'autres pays.

## Ratifications et signataires

Une carte montrant l'état actuel du Protocole par pays, en juillet 2025 :
États parties (170)
États signataires (3)
Ni l'un ni l'autre

En juillet 2025, le Protocole avait été ratifié par 170 États ; certains pays importants n'ayant pas ratifié le protocole sont les États-Unis, Israël, l'Iran, le Pakistan, l'Inde, l'Irak, la Syrie et la Turquie. Toutefois, les États-Unis, l'Iran et le Pakistan ont signé le traité le 12 décembre 1977. La signature de l'Iran a eu lieu avant la révolution iranienne de 1979.

### Documentation
- Philippe Bretton, « Les Protocoles de 1977 additionnels aux Conventions de Genève de 1949 sur la protection des victimes des conflits armés internationaux et non internationaux dix ans après leur adoption », Annuaire Français de Droit International,‎ 1987, p. 540-557 (lire en ligne).